# 말라위 축구 국가대표팀
말라위 축구 국가대표팀(프랑스어: Malawi national football team)은 말라위를 대표하는 축구 국가대표팀으로 말라위 축구 협회에서 관리한다. 1957년 짐바브웨를 상대로 국제 A매치 첫 경기를 치렀으며 현재 빙구 국립경기장을 홈 구장으로 사용하고 있다.

## 국제 대회 경력

### FIFA 월드컵
2010년 FIFA 월드컵 아프리카 지역 2차 예선에서 4승 2패·12조 2위로 사상 첫 월드컵 지역 최종 예선에 오르며 말라위 축구 역사상 월드컵 지역 예선 최고 성적을 거두었다.

### 아프리카 네이션스컵
아프리카 네이션스컵 본선에는 3번 출전하여 2번의 대회에서 조별리그 탈락의 고배를 마셨다가 2021년 대회에서 사상 처음으로 메이저 대회 16강 토너먼트 진출의 성과를 거두었다.

## 기타 국제 대회 경력
세카파컵에는 34번 출전하여 이 중 1995년 대회에서 우승컵을 들어올렸고 2017년 대회에서는 준우승을 차지했다. 그리고 COSAFA컵에서는 19번의 대회에 모두 출전하여 3번의 대회에서 1번의 우승과 2번의 준우승을 차지했으며 올아프리카 게임 축구에는 2번 출전하여 1987년 대회에서 동메달을 수확했다.

## FIFA 월드컵 (본선)
| 년도   | 결과      | 순위      | 경기      | 승        | 무*       | 패        | 득점      | 실점      | 승점      |
| ------ | --------- | --------- | --------- | --------- | --------- | --------- | --------- | --------- | --------- |
| 1930년 | 독립 이전 | 독립 이전 | 독립 이전 | 독립 이전 | 독립 이전 | 독립 이전 | 독립 이전 | 독립 이전 | 독립 이전 |
| 1934년 | 독립 이전 | 독립 이전 | 독립 이전 | 독립 이전 | 독립 이전 | 독립 이전 | 독립 이전 | 독립 이전 | 독립 이전 |
| 1938년 | 독립 이전 | 독립 이전 | 독립 이전 | 독립 이전 | 독립 이전 | 독립 이전 | 독립 이전 | 독립 이전 | 독립 이전 |
| 1950년 | 독립 이전 | 독립 이전 | 독립 이전 | 독립 이전 | 독립 이전 | 독립 이전 | 독립 이전 | 독립 이전 | 독립 이전 |
| 1954년 | 독립 이전 | 독립 이전 | 독립 이전 | 독립 이전 | 독립 이전 | 독립 이전 | 독립 이전 | 독립 이전 | 독립 이전 |
| 1958년 | 독립 이전 | 독립 이전 | 독립 이전 | 독립 이전 | 독립 이전 | 독립 이전 | 독립 이전 | 독립 이전 | 독립 이전 |
| 1962년 | 독립 이전 | 독립 이전 | 독립 이전 | 독립 이전 | 독립 이전 | 독립 이전 | 독립 이전 | 독립 이전 | 독립 이전 |
| 1966년 | 비회원국  | 비회원국  | 비회원국  | 비회원국  | 비회원국  | 비회원국  | 비회원국  | 비회원국  | 비회원국  |
| 1970년 | 불참      | 불참      | 불참      | 불참      | 불참      | 불참      | 불참      | 불참      | 불참      |
| 1974년 | 불참      | 불참      | 불참      | 불참      | 불참      | 불참      | 불참      | 불참      | 불참      |
| 1978년 | 예선 탈락 | 예선 탈락 | 예선 탈락 | 예선 탈락 | 예선 탈락 | 예선 탈락 | 예선 탈락 | 예선 탈락 | 예선 탈락 |
| 1982년 | 예선 탈락 | 예선 탈락 | 예선 탈락 | 예선 탈락 | 예선 탈락 | 예선 탈락 | 예선 탈락 | 예선 탈락 | 예선 탈락 |
| 1986년 | 예선 탈락 | 예선 탈락 | 예선 탈락 | 예선 탈락 | 예선 탈락 | 예선 탈락 | 예선 탈락 | 예선 탈락 | 예선 탈락 |
| 1990년 | 예선 탈락 | 예선 탈락 | 예선 탈락 | 예선 탈락 | 예선 탈락 | 예선 탈락 | 예선 탈락 | 예선 탈락 | 예선 탈락 |
| 1994년 | 기권      | 기권      | 기권      | 기권      | 기권      | 기권      | 기권      | 기권      | 기권      |
| 1998년 | 예선 탈락 | 예선 탈락 | 예선 탈락 | 예선 탈락 | 예선 탈락 | 예선 탈락 | 예선 탈락 | 예선 탈락 | 예선 탈락 |
| 2002년 | 예선 탈락 | 예선 탈락 | 예선 탈락 | 예선 탈락 | 예선 탈락 | 예선 탈락 | 예선 탈락 | 예선 탈락 | 예선 탈락 |
| 2006년 | 예선 탈락 | 예선 탈락 | 예선 탈락 | 예선 탈락 | 예선 탈락 | 예선 탈락 | 예선 탈락 | 예선 탈락 | 예선 탈락 |
| 2010년 | 예선 탈락 | 예선 탈락 | 예선 탈락 | 예선 탈락 | 예선 탈락 | 예선 탈락 | 예선 탈락 | 예선 탈락 | 예선 탈락 |
| 2014년 | 예선 탈락 | 예선 탈락 | 예선 탈락 | 예선 탈락 | 예선 탈락 | 예선 탈락 | 예선 탈락 | 예선 탈락 | 예선 탈락 |
| 2018년 | 예선 탈락 | 예선 탈락 | 예선 탈락 | 예선 탈락 | 예선 탈락 | 예선 탈락 | 예선 탈락 | 예선 탈락 | 예선 탈락 |
| 합계   |           |           |           |           |           |           |           |           |           |

### FIFA 월드컵 (예선)
| 1930년 | 독립 이전                                     | 독립 이전                                     | 독립 이전                                     | 독립 이전                                     | 독립 이전                                     | 독립 이전                                     | 독립 이전                                     |                                               |                                               |
| 1934년 | 독립 이전                                     | 독립 이전                                     | 독립 이전                                     | 독립 이전                                     | 독립 이전                                     | 독립 이전                                     | 독립 이전                                     |                                               |                                               |
| 1938년 | 독립 이전                                     | 독립 이전                                     | 독립 이전                                     | 독립 이전                                     | 독립 이전                                     | 독립 이전                                     | 독립 이전                                     |                                               |                                               |
| 1950년 | 독립 이전                                     | 독립 이전                                     | 독립 이전                                     | 독립 이전                                     | 독립 이전                                     | 독립 이전                                     | 독립 이전                                     |                                               |                                               |
| 1954년 | 독립 이전                                     | 독립 이전                                     | 독립 이전                                     | 독립 이전                                     | 독립 이전                                     | 독립 이전                                     | 독립 이전                                     |                                               |                                               |
| 1958년 | 독립 이전                                     | 독립 이전                                     | 독립 이전                                     | 독립 이전                                     | 독립 이전                                     | 독립 이전                                     | 독립 이전                                     |                                               |                                               |
| 1962년 | 독립 이전                                     | 독립 이전                                     | 독립 이전                                     | 독립 이전                                     | 독립 이전                                     | 독립 이전                                     | 독립 이전                                     |                                               |                                               |
| 1966년 | 비회원국                                      | 비회원국                                      | 비회원국                                      | 비회원국                                      | 비회원국                                      | 비회원국                                      | 비회원국                                      |                                               |                                               |
| 1970년 | 불참                                          | 불참                                          | 불참                                          | 불참                                          | 불참                                          | 불참                                          | 불참                                          |                                               |                                               |
| 1974년 | 불참                                          | 불참                                          | 불참                                          | 불참                                          | 불참                                          | 불참                                          | 불참                                          |                                               |                                               |
| 1978년 | 2                                             | 0                                             | 0                                             | 2                                             | 0                                             | 5                                             | 0                                             |                                               |                                               |
| 1982년 | 2                                             | 0                                             | 1                                             | 1                                             | 1                                             | 4                                             | 1                                             |                                               |                                               |
| 1986년 | 4                                             | 2                                             | 1                                             | 1                                             | 5                                             | 2                                             | 7                                             |                                               |                                               |
| 1990년 | 8                                             | 2                                             | 3                                             | 3                                             | 6                                             | 6                                             | 9                                             |                                               |                                               |
| 1994년 | 기권                                          | 기권                                          | 기권                                          | 기권                                          | 기권                                          | 기권                                          | 기권                                          | 기권                                          | 기권                                          |
| 1998년 | 2                                             | 0                                             | 0                                             | 2                                             | 0                                             | 4                                             | 0                                             |                                               |                                               |
| 2002년 | 8                                             | 1                                             | 2                                             | 5                                             | 6                                             | 12                                            | 5                                             |                                               |                                               |
| 2006년 | 12                                            | 2                                             | 4                                             | 6                                             | 15                                            | 27                                            | 10                                            |                                               |                                               |
| 2010년 | 12                                            | 5                                             | 1                                             | 6                                             | 18                                            | 16                                            | 16                                            |                                               |                                               |
| 2014년 | 6                                             | 1                                             | 4                                             | 1                                             | 4                                             | 5                                             | 7                                             |                                               |                                               |
| 2018년 | 2                                             | 1                                             | 0                                             | 1                                             | 1                                             | 2                                             | 3                                             |                                               |                                               |
| 합계   | 58                                            | 14                                            | 16                                            | 28                                            | 56                                            | 83                                            | 58                                            |                                               |                                               |
| 순위   | 월드컵 예선 승점 순위 : 112위 (아프리카 23위) | 월드컵 예선 승점 순위 : 112위 (아프리카 23위) | 월드컵 예선 승점 순위 : 112위 (아프리카 23위) | 월드컵 예선 승점 순위 : 112위 (아프리카 23위) | 월드컵 예선 승점 순위 : 112위 (아프리카 23위) | 월드컵 예선 승점 순위 : 112위 (아프리카 23위) | 월드컵 예선 승점 순위 : 112위 (아프리카 23위) | 월드컵 예선 승점 순위 : 112위 (아프리카 23위) | 월드컵 예선 승점 순위 : 112위 (아프리카 23위) |

## 아프리카 네이션스컵(본선)
| 아프리카 네이션스컵 본선 기록 | 아프리카 네이션스컵 본선 기록        | 아프리카 네이션스컵 본선 기록        | 아프리카 네이션스컵 본선 기록        | 아프리카 네이션스컵 본선 기록        | 아프리카 네이션스컵 본선 기록        | 아프리카 네이션스컵 본선 기록        | 아프리카 네이션스컵 본선 기록        | 아프리카 네이션스컵 본선 기록        | 아프리카 네이션스컵 본선 기록        |
| 년도                          | 결과                                 | 순위                                 | 경기                                 | 승                                   | 무                                   | 패                                   | 득점                                 | 실점                                 | 승점                                 |
| ----------------------------- | ------------------------------------ | ------------------------------------ | ------------------------------------ | ------------------------------------ | ------------------------------------ | ------------------------------------ | ------------------------------------ | ------------------------------------ | ------------------------------------ |
| 1957년                        | 독립 이전                            | 독립 이전                            | 독립 이전                            | 독립 이전                            | 독립 이전                            | 독립 이전                            | 독립 이전                            | 독립 이전                            | 독립 이전                            |
| 1959년                        | 독립 이전                            | 독립 이전                            | 독립 이전                            | 독립 이전                            | 독립 이전                            | 독립 이전                            | 독립 이전                            | 독립 이전                            | 독립 이전                            |
| 1962년                        | 독립 이전                            | 독립 이전                            | 독립 이전                            | 독립 이전                            | 독립 이전                            | 독립 이전                            | 독립 이전                            | 독립 이전                            | 독립 이전                            |
| 1963년                        | 독립 이전                            | 독립 이전                            | 독립 이전                            | 독립 이전                            | 독립 이전                            | 독립 이전                            | 독립 이전                            | 독립 이전                            | 독립 이전                            |
| 1965년                        | 없음                                 | 없음                                 | 없음                                 | 없음                                 | 없음                                 | 없음                                 | 없음                                 | 없음                                 | 없음                                 |
| 1968년                        | 불참                                 | 불참                                 | 불참                                 | 불참                                 | 불참                                 | 불참                                 | 불참                                 | 불참                                 | 불참                                 |
| 1970년                        | 불참                                 | 불참                                 | 불참                                 | 불참                                 | 불참                                 | 불참                                 | 불참                                 | 불참                                 | 불참                                 |
| 1972년                        | 불참                                 | 불참                                 | 불참                                 | 불참                                 | 불참                                 | 불참                                 | 불참                                 | 불참                                 | 불참                                 |
| 1974년                        | 불참                                 | 불참                                 | 불참                                 | 불참                                 | 불참                                 | 불참                                 | 불참                                 | 불참                                 | 불참                                 |
| 1976년                        | 예선 탈락                            | 예선 탈락                            | 예선 탈락                            | 예선 탈락                            | 예선 탈락                            | 예선 탈락                            | 예선 탈락                            | 예선 탈락                            | 예선 탈락                            |
| 1978년                        | 예선 탈락                            | 예선 탈락                            | 예선 탈락                            | 예선 탈락                            | 예선 탈락                            | 예선 탈락                            | 예선 탈락                            | 예선 탈락                            | 예선 탈락                            |
| 1980년                        | 예선 탈락                            | 예선 탈락                            | 예선 탈락                            | 예선 탈락                            | 예선 탈락                            | 예선 탈락                            | 예선 탈락                            | 예선 탈락                            | 예선 탈락                            |
| 1982년                        | 예선 탈락                            | 예선 탈락                            | 예선 탈락                            | 예선 탈락                            | 예선 탈락                            | 예선 탈락                            | 예선 탈락                            | 예선 탈락                            | 예선 탈락                            |
| 1984년                        | 조별리그                             | 7위                                  | 3                                    | 0                                    | 1                                    | 2                                    | 2                                    | 6                                    | 1                                    |
| 1986년                        | 예선 탈락                            | 예선 탈락                            | 예선 탈락                            | 예선 탈락                            | 예선 탈락                            | 예선 탈락                            | 예선 탈락                            | 예선 탈락                            | 예선 탈락                            |
| 1988년                        | 예선 탈락                            | 예선 탈락                            | 예선 탈락                            | 예선 탈락                            | 예선 탈락                            | 예선 탈락                            | 예선 탈락                            | 예선 탈락                            | 예선 탈락                            |
| 1990년                        | 예선 탈락                            | 예선 탈락                            | 예선 탈락                            | 예선 탈락                            | 예선 탈락                            | 예선 탈락                            | 예선 탈락                            | 예선 탈락                            | 예선 탈락                            |
| 1992년                        | 예선 탈락                            | 예선 탈락                            | 예선 탈락                            | 예선 탈락                            | 예선 탈락                            | 예선 탈락                            | 예선 탈락                            | 예선 탈락                            | 예선 탈락                            |
| 1994년                        | 예선 탈락                            | 예선 탈락                            | 예선 탈락                            | 예선 탈락                            | 예선 탈락                            | 예선 탈락                            | 예선 탈락                            | 예선 탈락                            | 예선 탈락                            |
| 1996년                        | 예선 탈락                            | 예선 탈락                            | 예선 탈락                            | 예선 탈락                            | 예선 탈락                            | 예선 탈락                            | 예선 탈락                            | 예선 탈락                            | 예선 탈락                            |
| 1998년                        | 예선 탈락                            | 예선 탈락                            | 예선 탈락                            | 예선 탈락                            | 예선 탈락                            | 예선 탈락                            | 예선 탈락                            | 예선 탈락                            | 예선 탈락                            |
| 2000년                        | 예선 탈락                            | 예선 탈락                            | 예선 탈락                            | 예선 탈락                            | 예선 탈락                            | 예선 탈락                            | 예선 탈락                            | 예선 탈락                            | 예선 탈락                            |
| 2002년                        | 예선 탈락                            | 예선 탈락                            | 예선 탈락                            | 예선 탈락                            | 예선 탈락                            | 예선 탈락                            | 예선 탈락                            | 예선 탈락                            | 예선 탈락                            |
| 2004년                        | 예선 탈락                            | 예선 탈락                            | 예선 탈락                            | 예선 탈락                            | 예선 탈락                            | 예선 탈락                            | 예선 탈락                            | 예선 탈락                            | 예선 탈락                            |
| 2006년                        | 예선 탈락                            | 예선 탈락                            | 예선 탈락                            | 예선 탈락                            | 예선 탈락                            | 예선 탈락                            | 예선 탈락                            | 예선 탈락                            | 예선 탈락                            |
| 2008년                        | 예선 탈락                            | 예선 탈락                            | 예선 탈락                            | 예선 탈락                            | 예선 탈락                            | 예선 탈락                            | 예선 탈락                            | 예선 탈락                            | 예선 탈락                            |
| 2010년                        | 조별리그                             | 12위                                 | 3                                    | 1                                    | 0                                    | 2                                    | 4                                    | 5                                    | 3                                    |
| 2012년                        | 예선 탈락                            | 예선 탈락                            | 예선 탈락                            | 예선 탈락                            | 예선 탈락                            | 예선 탈락                            | 예선 탈락                            | 예선 탈락                            | 예선 탈락                            |
| 2013년                        | 예선 탈락                            | 예선 탈락                            | 예선 탈락                            | 예선 탈락                            | 예선 탈락                            | 예선 탈락                            | 예선 탈락                            | 예선 탈락                            | 예선 탈락                            |
| 2015년                        | 예선 탈락                            | 예선 탈락                            | 예선 탈락                            | 예선 탈락                            | 예선 탈락                            | 예선 탈락                            | 예선 탈락                            | 예선 탈락                            | 예선 탈락                            |
| 2017년                        | 예선 탈락                            | 예선 탈락                            | 예선 탈락                            | 예선 탈락                            | 예선 탈락                            | 예선 탈락                            | 예선 탈락                            | 예선 탈락                            | 예선 탈락                            |
| 2019년                        | 예선 탈락                            | 예선 탈락                            | 예선 탈락                            | 예선 탈락                            | 예선 탈락                            | 예선 탈락                            | 예선 탈락                            | 예선 탈락                            | 예선 탈락                            |
| 총계                          | 2회 진출(2/27)                       | 조별리그(2회)                        | 6                                    | 1                                    | 1                                    | 4                                    | 6                                    | 11                                   | 4                                    |
| 순위                          | 아프리카 네이션스컵 역대 순위 : 30위 | 아프리카 네이션스컵 역대 순위 : 30위 | 아프리카 네이션스컵 역대 순위 : 30위 | 아프리카 네이션스컵 역대 순위 : 30위 | 아프리카 네이션스컵 역대 순위 : 30위 | 아프리카 네이션스컵 역대 순위 : 30위 | 아프리카 네이션스컵 역대 순위 : 30위 | 아프리카 네이션스컵 역대 순위 : 30위 | 아프리카 네이션스컵 역대 순위 : 30위 |

### 아프리카 네이션스컵(예선)
| 아프리카 네이션스컵 예선 기록 | 아프리카 네이션스컵 예선 기록 | 아프리카 네이션스컵 예선 기록 | 아프리카 네이션스컵 예선 기록 | 아프리카 네이션스컵 예선 기록 | 아프리카 네이션스컵 예선 기록 | 아프리카 네이션스컵 예선 기록 | 아프리카 네이션스컵 예선 기록 |
| 년도                          | 경기                          | 승                            | 무*                           | 패                            | 득점                          | 실점                          | 승점                          |
| ----------------------------- | ----------------------------- | ----------------------------- | ----------------------------- | ----------------------------- | ----------------------------- | ----------------------------- | ----------------------------- |
| 1957년                        | 독립 이전                     | 독립 이전                     | 독립 이전                     | 독립 이전                     | 독립 이전                     | 독립 이전                     | 독립 이전                     |
| 1959년                        | 독립 이전                     | 독립 이전                     | 독립 이전                     | 독립 이전                     | 독립 이전                     | 독립 이전                     | 독립 이전                     |
| 1962년                        | 독립 이전                     | 독립 이전                     | 독립 이전                     | 독립 이전                     | 독립 이전                     | 독립 이전                     | 독립 이전                     |
| 1963년                        | 독립 이전                     | 독립 이전                     | 독립 이전                     | 독립 이전                     | 독립 이전                     | 독립 이전                     | 독립 이전                     |
| 1965년                        | 없음                          | 없음                          | 없음                          | 없음                          | 없음                          | 없음                          | 없음                          |
| 1968년                        | 불참                          | 불참                          | 불참                          | 불참                          | 불참                          | 불참                          | 불참                          |
| 1970년                        | 불참                          | 불참                          | 불참                          | 불참                          | 불참                          | 불참                          | 불참                          |
| 1972년                        | 불참                          | 불참                          | 불참                          | 불참                          | 불참                          | 불참                          | 불참                          |
| 1974년                        | 불참                          | 불참                          | 불참                          | 불참                          | 불참                          | 불참                          | 불참                          |
| 1976년                        | 2                             | 0                             | 1                             | 1                             | 4                             | 9                             | 1                             |
| 1978년                        | 2                             | 0                             | 1                             | 1                             | 3                             | 4                             | 1                             |
| 1980년                        | 4                             | 1                             | 0                             | 3                             | 6                             | 7                             | 3                             |
| 1982년                        | 2                             | 0                             | 1                             | 1                             | 1                             | 2                             | 1                             |
| 1984년                        | 4                             | 3                             | 1                             | 0                             | 6                             | 1                             | 10                            |
| 1986년                        | 2                             | 0                             | 2                             | 0                             | 2                             | 2                             | 2                             |
| 1988년                        | 2                             | 0                             | 0                             | 2                             | 1                             | 4                             | 0                             |
| 1990년                        | 4                             | 1                             | 2                             | 1                             | 5                             | 4                             | 5                             |
| 1992년                        | 4                             | 0                             | 1                             | 3                             | 3                             | 9                             | 1                             |
| 1994년                        | 6                             | 2                             | 1                             | 3                             | 4                             | 7                             | 7                             |
| 1996년                        | 6                             | 1                             | 3                             | 2                             | 6                             | 7                             | 6                             |
| 1998년                        | 6                             | 3                             | 0                             | 3                             | 9                             | 10                            | 9                             |
| 2000년                        | 2                             | 0                             | 0                             | 2                             | 1                             | 3                             | 0                             |
| 2002년                        | 2                             | 0                             | 0                             | 2                             | 2                             | 5                             | 0                             |
| 2004년                        | 4                             | 1                             | 0                             | 3                             | 3                             | 10                            | 3                             |
| 2006년                        | 12                            | 2                             | 4                             | 6                             | 15                            | 27                            | 10                            |
| 2008년                        | 4                             | 1                             | 0                             | 3                             | 2                             | 6                             | 3                             |
| 2010년                        | 12                            | 5                             | 1                             | 6                             | 18                            | 16                            | 16                            |
| 2012년                        | 8                             | 2                             | 6                             | 0                             | 13                            | 8                             | 12                            |
| 2013년                        | 4                             | 1                             | 0                             | 3                             | 4                             | 6                             | 3                             |
| 2015년                        | 10                            | 4                             | 1                             | 5                             | 9                             | 13                            | 13                            |
| 2017년                        | 6                             | 1                             | 2                             | 3                             | 5                             | 9                             | 5                             |
| 2019년                        | 6                             | 1                             | 2                             | 3                             | 2                             | 6                             | 5                             |
| 합계                          | 114                           | 29                            | 29                            | 56                            | 124                           | 175                           | 116                           |

## 주요 선수
- 치우케포 음소와야
- 아투사예 니욘도
- 로빈 응갈란데
- 존 반다
- 프랭크 반다
- 제럴드 피리
- 림비카니 음자바
- 스탠리 사누비